# RPath Linux
rPath Linux fue una distribución Linux desarrollada por la empresa rPath Inc.. Utiliza los paquetes Conary, creado por la misma empresa.
Es el sistema operativo utilizado como sistema base para la implementación de diversos sistemas embebidos como por ejemplo Openfiler, SugarCRM, AsterixNOW y diversas aplicaciones más.

## Historia
rPath fue fundada en 2005.
Desde la publicación de rBuilder en 2006, se han creado multitud de appliances, incluido un sistema wiki llamado MediaWiki appliance, basados o no en la propia distribución rPath Linux que actualmente está considerada como su propio appliance.

## rBuilder Online
rBuilder es un servicio proporcionado por rPath de carácter público que permite el desarrollo de sistemas software embebidos, sistemas embebidos virtualizados y distribuciones Linux derivadas y basadas en el sistema de paquetes Conary..
rBuilder permite la creación de imágenes instalables, imágenes preinstaladas en disco duro o virtual e imágenes autoejecutables desde CD/DVD autoarrancable. Los formatos admitidos para dichos objetivos son los siguientes:
- VMware virtual disk (*.vmdk, *.dsk).
- Microsoft Virtual PC (VHD).
- Virtual Iron.
- Parallels Workstation.
- Xen.
- Amazon AMI - para ejecución en Amazon Elastic Compute Cloud (EC2).
- ISO 9660.
- Crudo (imagen de disco).

## Conary
Conary es un sistema de gestión de paquetes, software libre, creado por rPath Inc. y distribuido bajo los términos de la Common Public License.
Esto se enfoca en la instalación de paquetes a través de la resolución de dependencias automatizada, a diferencia del repositorio Linux distribuido en-linea [cita requerida], y provee un lenguaje de descripción conciso y fácil de usar [cita requerida], basado en Python, para especificar como construir un paquete. Esto es usado por las distribuciones Linux Foresight Linux, y rPath Linux.
Conary actualiza solo aquellos archivos específicos en los paquetes que tienen que ser actualizados; este comportamiento minimiza el tasa de transferencia[cita requerida] y requerimientos de tiempo para actualizar paquetes de software[cita requerida].